# Savy-Berlette
Savy-Berlette is een gemeente in het Franse departement Pas-de-Calais (regio Hauts-de-France). De plaats maakt deel uit van het arrondissement Arras. Savy-Berlette telde op 1 januari 2022 912 inwoners.

## Geografie
De oppervlakte van Savy-Berlette bedroeg op 1 januari 2022 7,49 vierkante kilometer; de bevolkingsdichtheid was toen 121,8 inwoners per km².

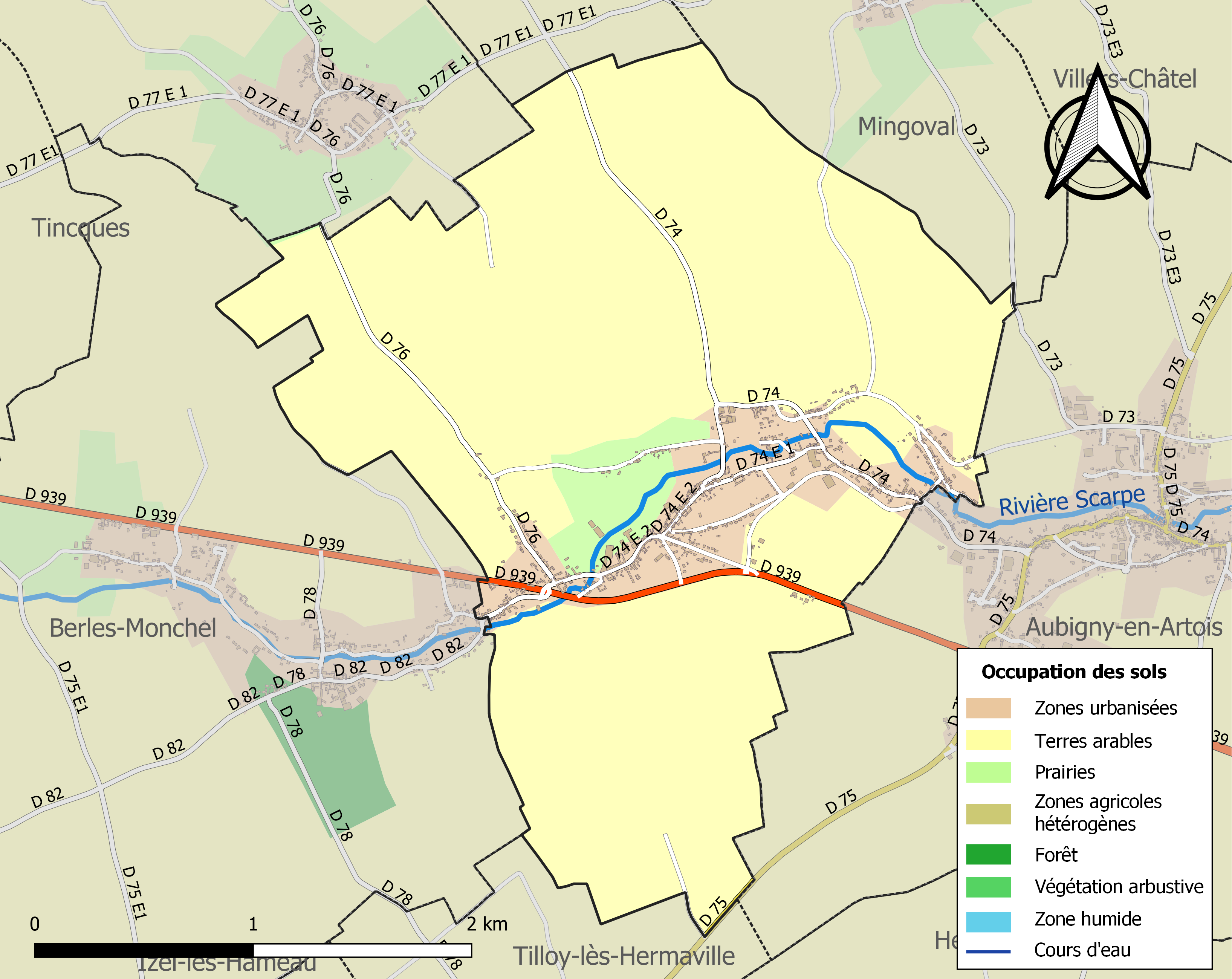
Kaart van de gemeente met belangrijkste infrastructuur, bodemgebruik en omliggende gemeenten

## Verkeer en vervoer
In de gemeente ligt spoorwegstation Savy-Berlette.

## Demografie
Onderstaande figuur toont het verloop van het inwonertal (bron: INSEE-tellingen).